# 岩出站
岩出站（日语：／ Iwade eki */?）是位於和歌山縣岩出市高塚48番2號，西日本旅客鐵道（JR西日本）的和歌山線車站。每日各方向各有2班快速列車停靠。在國鐵時代曾運行的急行「紀之川」通過此站。

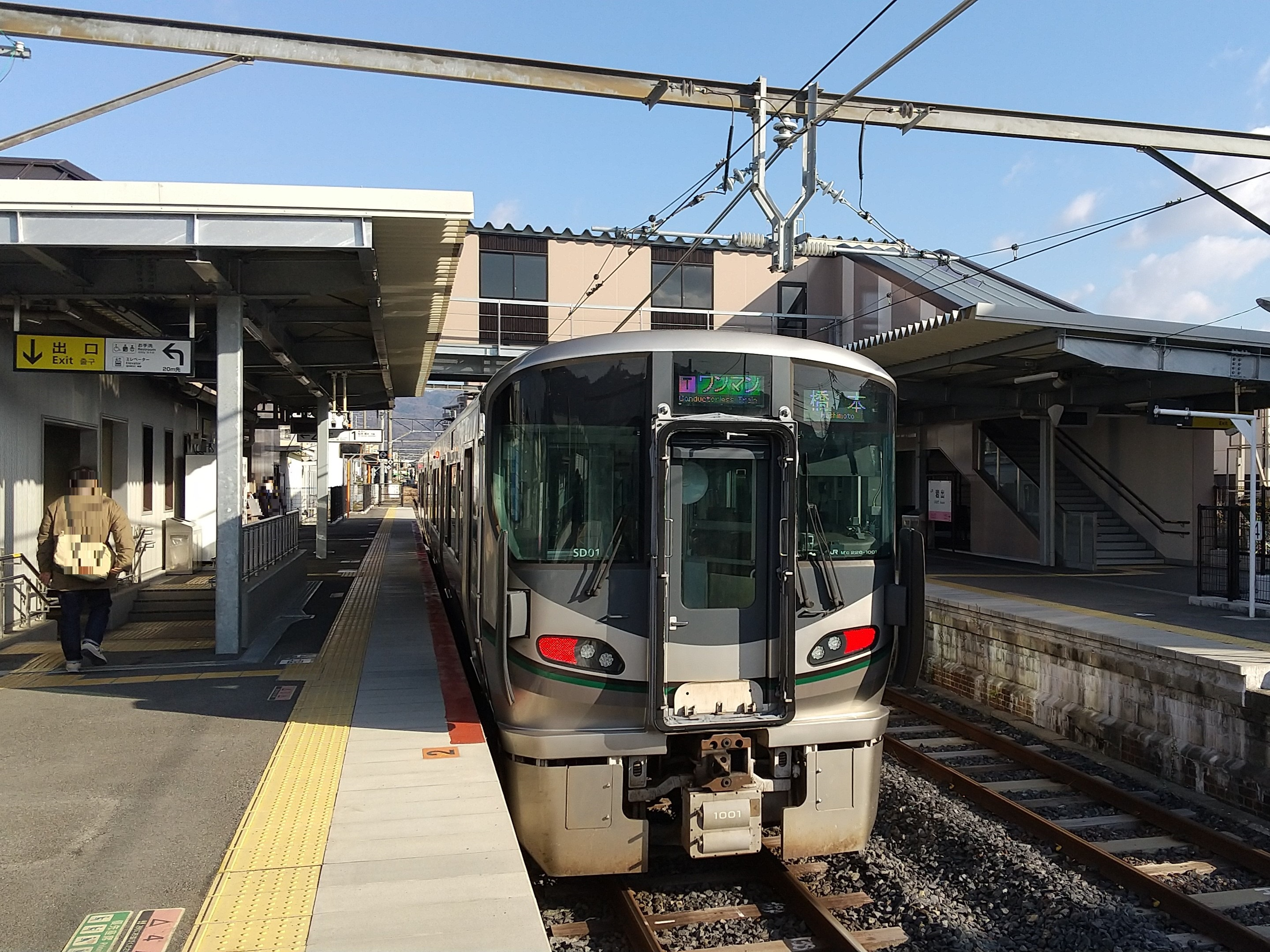
月台（2022年12月）

## 歷史
- 1901年（明治34年）10月10日 - 紀和鐵道（日语：紀和鉄道）打田站至船戶站之間開設大宮臨時停車場[1]。
- 1902年（明治35年）
  - 3月1日 - 升級為大宮站[1]。
  - 4月1日 - 車站改名為岩出站[1]。
- 1904年（明治37年）12月9日 - 南和鐵道路線由關西鐵道繼承，成為關西鐵道車站[1]。
- 1907年（明治40年）10月1日 - 關西鐵道被國有化（日语：鉄道国有法），成為帝國鐵道廳車站[1]。
- 1909年（明治42年）10月12日 - 制定路線名稱，成為和歌山線車站[1]。
- 1987年（昭和62年）4月1日 - 伴隨國鐵分割民營化，車站由西日本旅客鐵道（JR西日本）營運[1][2]。
- 2020年（令和2年）
  - 2月26日 - 車站無障礙工程完成，同日撒走舊跨線橋。
  - 3月14日 - 車站開始可以使用IC卡「ICOCA」[3]。

## 車站構造
車站是一座地面車站，設有2面2線的相對式月台。木造車站大樓位於車站西邊（1號月台側）。兩月台之間設有跨線橋連接，當中附設了升降機。而已經長久地使用使老化的露天跨線橋中，隨著於2018年度開始進行無障礙工程，在2020年2月26日新跨線橋開始使用同時撒走。1號月台側設有廁所。另外，在跨線橋旁設有多用途廁所。在各月台上設有列車進站顯示器。此外，月台北邊（粉河一方）設有1條非電氣化留置線。
此站是由橋本站管理的業務委托車站，委托了JR西日本Maintec負責車站業務。此站未有設置MARS終端。此站可使用IC卡「ICOCA」，於檢票口中設有可使用IC卡的自動閘機。另外也設了設置乘越時使用的補票機與檢票口呼叫系統。此站是線內少量的有人車站。
車站大樓內設有綠色窗口，另外設有1台可購入磁式定期票的新型輕觸式自動售票機。此站不可領取經Express預約的車票、改變車票和退票手續。但是可以進行e5489的相關服務。

### 月台
| 月台 | 路線     | 上下行 | 方向           |
| ---- | -------- | ------ | -------------- |
| 1    | 和歌山線 | 上行   | 粉河、橋本方向 |
| 2    | 和歌山線 | 下行   | 和歌山方向     |

## 使用狀況
車站內設有列車交會設備。而車站所在地是岩出市近年的睡房城市，因此人口急劇增加，成為繼和歌山站和橋本站後第三多人使用的車站。
此站的乘客主要經和歌山站轉乘阪和線前往大阪府內。現時此站沒有直通列車前往大阪方向。岩出市內前往大阪方向中，乘客可使用私家車或巴士途經近年4行車線化的大阪府道·和歌山縣道63號泉佐野岩出線，然後到達阪和線的和泉砂川站，再轉乘列車前往大阪（此站距離和泉砂川站中，乘車約20分鐘，巴士約30分鐘）。另外，紀伊站也有相似情況。
此站許多乘客都是來自車站周邊的高校學生。在2005年（平成17年）起，乘客人次輕微增加。另外，此站出發的列車中，最多可連接4卡編成，於繁忙時段中，此站會顯得十分繁忙。特別在早上上學時段，2號月台與跨線橋會有許多乘客使用。截至2015年3月14日的時間表，早上7時時段設有5班前往和歌山的列車（當中2班是快速）。
以下為1日平均乘車人次：
| 年度   | 1日平均 乘車人次 |
| ------ | ---------------- |
| 1998年 | 2,032            |
| 1999年 | 1,947            |
| 2000年 | 1,880            |
| 2001年 | 1,843            |
| 2002年 | 1,754            |
| 2003年 | 1,773            |
| 2004年 | 1,841            |
| 2005年 | 1,884            |
| 2006年 | 1,923            |
| 2007年 | 1,921            |
| 2008年 | 1,957            |
| 2009年 | 1,860            |
| 2010年 | 1,908            |
| 2011年 | 1,934            |
| 2012年 | 1,954            |
| 2013年 | 2,064            |
| 2014年 | 1,999            |
| 2015年 | 2,067            |
| 2016年 | 2,058            |
| 2017年 | 1,970            |
| 2018年 | 1,973            |

## 車站周邊
- 岩出市政廳
- 岩出市立站前圖書館（岩出市立岩出圖書館（日语：岩出市立岩出図書館）分館）
- 大宮神社（日语：大宮神社 (岩出市)）
- 和歌山縣立那賀高等學校（日语：和歌山県立那賀高等学校）
- 岩出警署（日语：岩出警察署）
- 岩出郵局（日语：岩出郵便局）
- 紀陽銀行（日语：紀陽銀行）岩出分店
- 南都銀行（日语：南都銀行）岩出分店
- 大桑（日语：オークワ）Millenia City岩出店（前·岩出SATY（日语：サティ (チェーンストア)））
- Roche Court（日语：ロッシュコート）（前·Daiei（日语：ダイエー） Hypermart岩出店）
- 松源岩出店
- 國道24號（和歌山繞道（日语：和歌山バイパス））
- 和歌山縣道131號新田廣芝岩出停車場線（日语：和歌山県道131号新田広芝岩出停車場線）
- 和歌山縣道134號小豆島岩出線（日语：和歌山県道134号小豆島岩出線）
- 和歌山縣道14號和歌山打田線（日语：和歌山県道14号和歌山打田線）（國道24號・舊道）
- 以下地方需要轉乘巴士或的士
  - 岩出市民俗資料館（日语：岩出市民俗資料館）
  - 根來寺
    - 一乘閣 - 舊和歌山縣議會議事堂、縣指定文化財

  - 和歌山縣植物公園綠花中心（日语：和歌山県植物公園緑花センター）
  - 增田家住宅（日语：増田家住宅） - 大庄屋屋敷，國家重要文化財
  - 桃井家住宅（日语：桃井家住宅） - 大庄屋屋敷，市指定文化財
  - 地士之門長屋 - 金田家之門長屋、市指定文化財

## 巴士路線
和歌山巴士那賀
- 岩出樽井線（特急）
  - 經和泉砂川站前往樽井站、臨空鎮站

日間於樽井站到發為「特急1系統」，每小時1班。下午後大部分班次途經近畿大學（生物理工學部校園），為「特急2系統」。直通至臨空港站的班次為「特急3系統」，主要在星期六及假日的上午行走。
- 在2008年3月15日時間表修正前，設有途經山口地區前往南海和歌山市站的「山口線」，以及途經紀泉台前往紀伊站前的「紀伊岩出線」。

紀之川社區巴士
- 紀之川市政廳前、打田站、紀之川市桃山分所前、貴志站下、北山、船戶山方向

循環線，兩方向每日各有6班。
岩出市巡回巴士
- 東巡回（船戶、根來）路線
- 中央巡回（南大池、中黑）路線
- 西巡回（紀泉台、吉田）路線
  - 以上路線每日4往返班次。1月1日至3日暫停。

另外，於縣道14號和歌山打田線（舊・國道24號）上設有「岩出」（岩出市巡回巴士稱為「大町南」）巴士站，除了上述路線停靠該巴士站外，還有和歌山巴士那賀「橋本線」（前往南海和歌山市站前，前往橋本站前）。

## 相鄰車站
西日本旅客鐵道（JR西日本）
 和歌山線
■快速
打田－岩出－和歌山
■普通
下井阪－岩出－船戶

## 注腳
1. 1 2 3 4 5 6 7 8  曾根悟（監修）. 朝日新聞出版分冊百科編集部（編集） , 编. . 週刊朝日百科. 42号 阪和線・和歌山線・桜井線・湖西線・関西空港線. 朝日新聞出版. 2010-05-16: 20–21 （日语）.
2. ↑  『交通年鑑 昭和63年版』 交通協力會，1988年3月。
3. ↑   (PDF) (新闻稿). 西日本旅客鉄道和歌山支社. 2019-12-13  [2021-01-08]. （原始内容 (PDF)存档于2021-01-04） （日语）.
4. ↑  曾經阪和線設有直通至和歌山線的直通列車。現時早上繁忙時間設有直通至紀勢本線（紀國線）方向的直通列車。
5. ↑  《和歌山縣統計年鑑》和《和歌山縣公共交通機關等資料集》
6. ↑  在2008年3月15日時間表修正前，於此站到發的班次為214系統。

## 外部連結
- 岩出｜車站資訊：JR出門網 - 西日本旅客鐵道（日語）